# María Cristina Kiehr
María Cristina Kiehr (* 1965 in Tandil, Provinz Buenos Aires) ist eine argentinische Sängerin (Sopran), die sich besonders auf den Barockgesang und die Alte Musik spezialisiert hat. 

## Leben
María Cristina Kiehr stammt von dänischen Vorfahren ab. Ihre erste musikalische Ausbildung (Geige) erhielt sie in ihrer argentinischen Heimatstadt Tandil. Mit 17 Jahren entdeckte sie ihre Gesangsstimme und die Liebe zur Alten Musik. Nach einem Jahr Gesangsunterricht in Argentinien entschloss sie sich 1983 zu weiteren Gesangsstudien nach Europa zu gehen, um sich bei René Jacobs und an der Schola Cantorum Basiliensis im Barockgesang weiterzubilden. Zur gleichen Zeit studierte sie bei der Opernsängerin Eva Krasznai-Gombos in Basel Gesangstechnik. 
Maria Crístina Kiehr hat bei zahlreichen Konzerten und Aufnahmen mitgewirkt, unter anderem mit dem Concerto Vocale unter René Jacobs, dem Concerto Köln, dem Cantus Cölln, Hespèrion XX (jetzt Hesperion XXI) unter Jordi Savall und dem Ensemble Concerto Soave mit dem Cembalisten Jean-Marc Aymes. Letzteres Ensemble widmet sich insbesondere der italienischen Musik des frühen 17. Jahrhunderts. 
Besonders engagiert sich Kiehr für die Musik des Frühbarocks. Sie hat das Ensemble La Colombina mitbegründet, das sich hauptsächlich auf das Repertoire der spanischen und lateinamerikanischen Renaissance konzentrierte. Ihr Operndebüt hatte Kiehr in Innsbruck in Francesco Cavallis Giasone unter René Jacobs. Zu ihrem Opernrepertoire gehören alle wichtigen Partien von Monteverdi, Purcell, Telemann, Gluck und Vivaldi. Sie stand aber auch in vielen unbekannteren Werken auf der Bühne. 
Darüber hinaus betreibt sie Quellenforschung, Rekonstruktion und Neuentdeckungen sowie deren Uraufführungen hinsichtlich der Alten Musik. Zahlreiche ihrer CD-Einspielungen wurden ausgezeichnet. Ihre Aufnahme von Caldaras Maddalena ai piedi di Cristo (Kiehr in der Rolle der Maria Magdalena) unter René Jacobs gewann 1997 den Grammophon Award.
Kiehr lebt in Basel, sie ist mit dem Cellisten Orlando Theuler verheiratet.

## Diskografie
Auswahl
- Giuseppe Peranda: Sacred Music from Dresden. (Missa in a, Repleti sunt omnes, Accurite gentes, Timor et tremor, Factum est proelium; Vincenzo Albrici: Sinfonia à 2; David Pohle: Sonata à 6.) Maria Cristina Kiehr, Miriam Feuersinger (Sopran), Alex Potter (Altus), Raphael Höhn, Jakob Pilgram (Tenor), Markus Flaig (Bass), Abendmusiken Basel, Jörg-Andreas Bötticher (Orgel und Leitung). Coviello Classics, 2018.
- Lamentazioni per la Settimana Santa. María Cristina Kiehr und andere, Concerto Soave, Dir. Jean-Marc Aymes. Harmonia Mundi, Arles 2007, HMC 901952.
- Canta la Maddalena. María Cristina Kiehr, Concerto Soave, dir. Jean-Marc Aymes. Harmonia Mundi, Arles 2000, HMG 501698.
- Claudio Monteverdi: Scherzi Musicali. María Cristina Kiehr, Stephan MacLeod, Concerto Soave, Ltg. Jean-Marc Aymes, Harmonia Mundi, Arles 2005, HMC 901855.
- Sigismondo d’India: Madrigali e Canzonette. María Cristina Kiehr, Stephan MacLeod, Concerto Soave, Ltg. Jean-Marc Aymes. Harmonia Mundi, Arles 2003, HMC 901774.
- Claudio Monteverdi: Marienvesper. Barbara Borden, María Cristina Kiehr, Jean Tubéry und andere, Nederlands Kammerkor, Concerto Vocale, Ltg. René Jacobs. Harmonia Mundi CD, 1996 (Aufnahme von 1990).
- Claudio Monteverdi: Marienvesper. Montserrat Figueras, Maria Cristina Kiehr u. a., Coro della musica antiqua de Padova, La Capella Reial, Ltg. Jordi Savall. 1988, remastered 2007. AliaVox, ASVA 9855.